# Alkatwaam
Alkatwaam (russisch Алькатваа́м) ist ein Dorf (selo) im Autonomen Kreis der Tschuktschen (Russland) mit 299 Einwohnern (Stand 14. Oktober 2010).

## Geographie
Der Ort liegt am rechten Ufer des gleichnamigen Flusses Alkatwaam, der etwa 15 km nördlich in den südlichen Teil des Anadyrgolfs des Beringmeers mündet.
Alkatwaam gehört zum Rajon Anadyrski und befindet sich knapp 200 km Luftlinie südsüdöstlich des Kreis- und Rajonverwaltungszentrums Anadyr. Es ist Sitz und einzige Ortschaft der gleichnamigen Landgemeinde (selskoje posselenije).

## Geschichte
Das Dorf wurde 1953 gegründet. Die vom Flussnamen abgeleitete, an das Russische angepasste Bezeichnung geht auf das tschuktschische Ыʼԓкытвээм (Ylkytweem) oder Элӄэтвээм (Elkhetweem) zurück und bedeutet dementsprechend entweder „Hartschneefluss“, was sich auf lange bestehende Schneebrücken beziehen könnte, oder aber „wasserreicher Fluss“ (ыʼԓ, yl für „Schnee“ und кыт, kyt für „hart“,  beziehungsweise элӄэт, elkhet für „wasserreich“; вээм, weem für „Fluss“).

## Verkehr
Alkatwaam ist über eine Straße mit der etwa 15 km südöstlich gelegenen Siedlung städtischen Typs Beringowski (bis 2008 Rajonverwaltungssitz) und der weitere 5 km entfernten Küste verbunden, wo es einen Seehafen und einen Flughafen gibt.